# Oberowszczyzna
Oberowszczyzna (biał. Абяроўшчына, ros. Оберовщина) – wieś w rejonie kamienieckim obwodu brzeskiego Białorusi. Miejscowość należy do sielsowietu Raśna. 
Znajduje tu się stacja kolejowa Wysokie Litewskie.
W miejscowości urodziła się sztangistka Iryna Kulesza.